# 安騁
安騁（英語：Ensued），是一匹在英國和香港出賽的賽駒，來港後練馬師是蔡約翰。

## 簡介
週歲時於2021年Keeneland Association September Yearling Sale以120,000美元成交；兩歲時於2022年Arqana May 2yo Breeze Up Sale以260,000歐元成交。其後，「安騁」被運來香港服役，加盟蔡約翰馬房。
2023年10月15日，「安騁」於香港首次出賽便一出即勝，打開其在港的勝利之門。
2024年11月3日，田泰安策騎「安騁」勝出國際三級賽婦女銀袋賽。賽後，田泰安說道：「能奪下如此般的大賽，當然令人興奮。今日是馬季其一重要賽馬日，很高興可以為蔡約翰效力，他給我機會策馬參加此賽，我十分感謝他對我的信任及支持。能再度攻下此賽，我真的十分開心。」練馬師蔡約翰說道：「此駒看來已沒有太多賽程可供選擇，因為牠是匹長途馬，今仗勝後評分亦會處於更高水平，我認為牠應會出戰國際賽，希望屆時牠可以獲得多少獎金。馬兒今日表現出色，我尚未看過賽事重播，但我剛剛親身觀看此賽時，賽事形勢發展看來對牠極為有利。馬群在中段拉得很散，居後列的馬匹一度稍為被拋離，轉入直路時我駒已處於極佳位置。幸運的是，牠沿途取位佔盡優勢，今日跑來確得幸運之神眷顧。不少人都留意到我季初成績平平，皆因我喜歡安排馬匹在休賽時獲得充分休息，故此牠們亦需時重拾作戰狀態。今日我們取得理想成績，希望這會成為今季的起步點，其後進一步提升馬房的成績。」

## 在港勝出賽事全紀錄
| 比賽日期   | 賽事名稱             | 賽事班次 | 賽道 | 賽事路程 | 比賽馬場 | 名次 | 完成時間 | 騎師   |
| ---------- | -------------------- | -------- | ---- | -------- | -------- | ---- | -------- | ------ |
| 15/10/2023 | 沙角讓賽             | 第三班   | 草地 | 1800米   | 沙田馬場 | 1    | 1:48.03  | 潘頓   |
| 19/11/2023 | 中銀信用卡讓賽       | 第三班   | 草地 | 2000米   | 沙田馬場 | 1    | 2:00.93  | 艾道拿 |
| 23/12/2023 | 仁濟盃（讓賽）       | 第二班   | 草地 | 2000米   | 沙田馬場 | 1    | 2:01.77  | 田泰安 |
| 03/11/2024 | 莎莎婦女銀袋（讓賽） | G3       | 草地 | 1800米   | 沙田馬場 | 1    | 1:46.41  | 田泰安 |

## 在港一級賽出賽全紀錄
| 比賽日期   | 賽事名稱         | 賽事班次 | 賽道 | 賽事路程 | 比賽馬場 | 名次 | 完成時間 | 騎師   |
| ---------- | ---------------- | -------- | ---- | -------- | -------- | ---- | -------- | ------ |
| 08/12/2024 | 浪琴香港瓶       | G1       | 草地 | 2400米   | 沙田馬場 | 4    | 2:28.11  | 麥道朗 |
| 23/02/2025 | 花旗銀行香港金盃 | G1       | 草地 | 2000米   | 沙田馬場 | 2    | 2:01.18  | 田泰安 |
| 27/04/2025 | 富衛保險女皇盃   | G1       | 草地 | 2000米   | 沙田馬場 | 4    | 2:00.96  | 艾道拿 |
| 25/05/2025 | 渣打冠軍暨遮打盃 | G1       | 草地 | 2400米   | 沙田馬場 | 6    | 2:27.38  | 潘頓   |

## 外部連結
- . 2024-11-03  [2024-11-03].